# 新日本ヘリコプター
新日本ヘリコプター株式会社（しんにほんヘリコプター、英: Shin Nihon Helicopter Co., Ltd.）は、東京都江東区に本社を置く企業。東京電力グループと中部電力グループに属する。
東京ヘリポートと名古屋飛行場に拠点を持ち、送電線の巡視や資材輸送、航空機使用事業を行っている。

## 沿革
- 1960年（昭和35年）7月11日 - 東京電力と中部電力の共同出資により設立。
- 2013年（平成25年）8月26日 - 東京都中央区銀座の名古屋商工会館から現在地へ本社を移転。

## 保有機体
- ベル式206L-3：2機 平均機齢 34年
- ベル式407：6機 平均機齢 11年
- ベル式427：2機 平均機齢 23年
- ベル式412EP：1機 平均機齢 13年
- アエロスパシアル式AS332L1：1機　平均機齢 31年

※2023年度安全報告書より転用

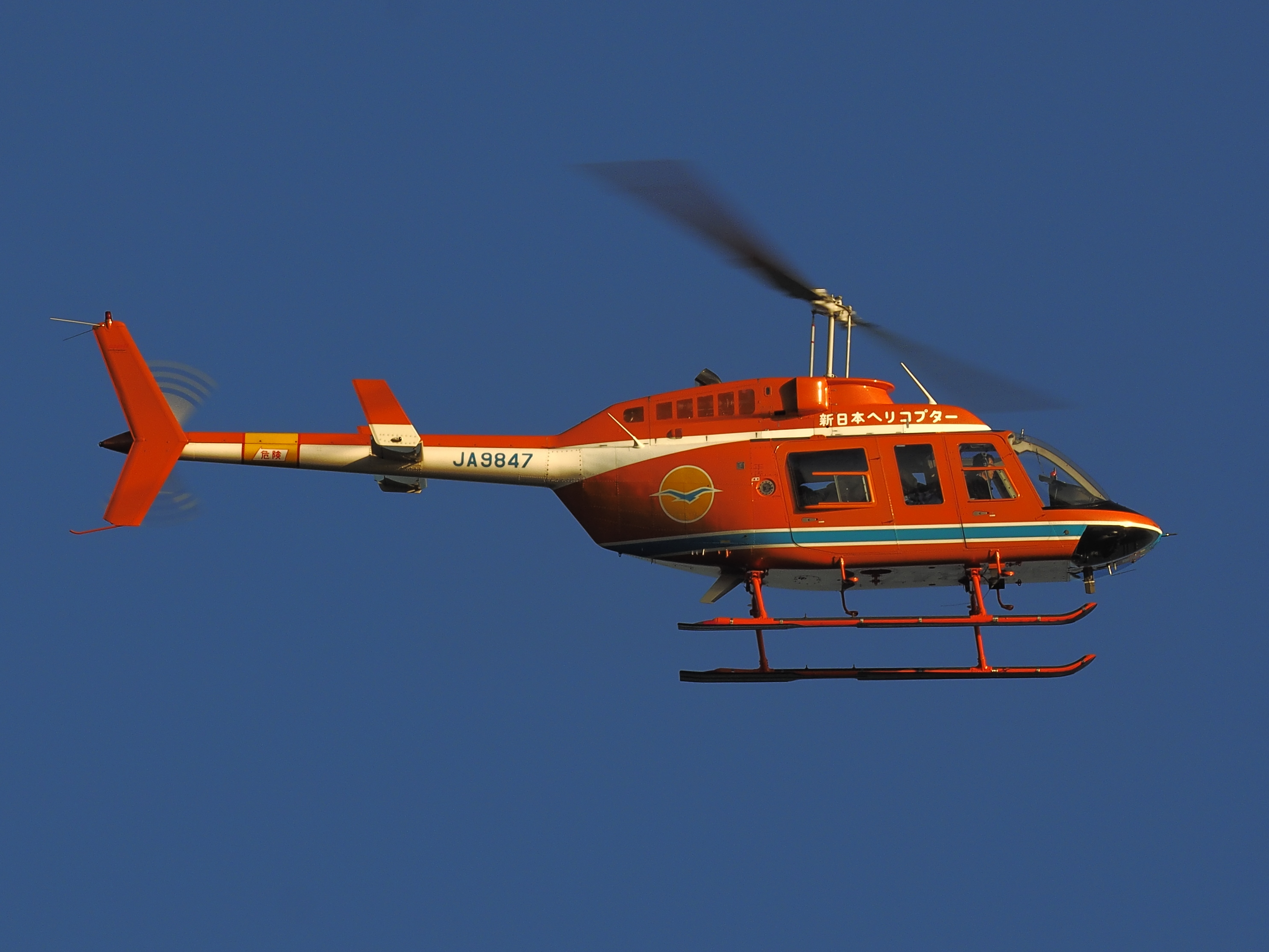
Bell 206L-3 JA9847
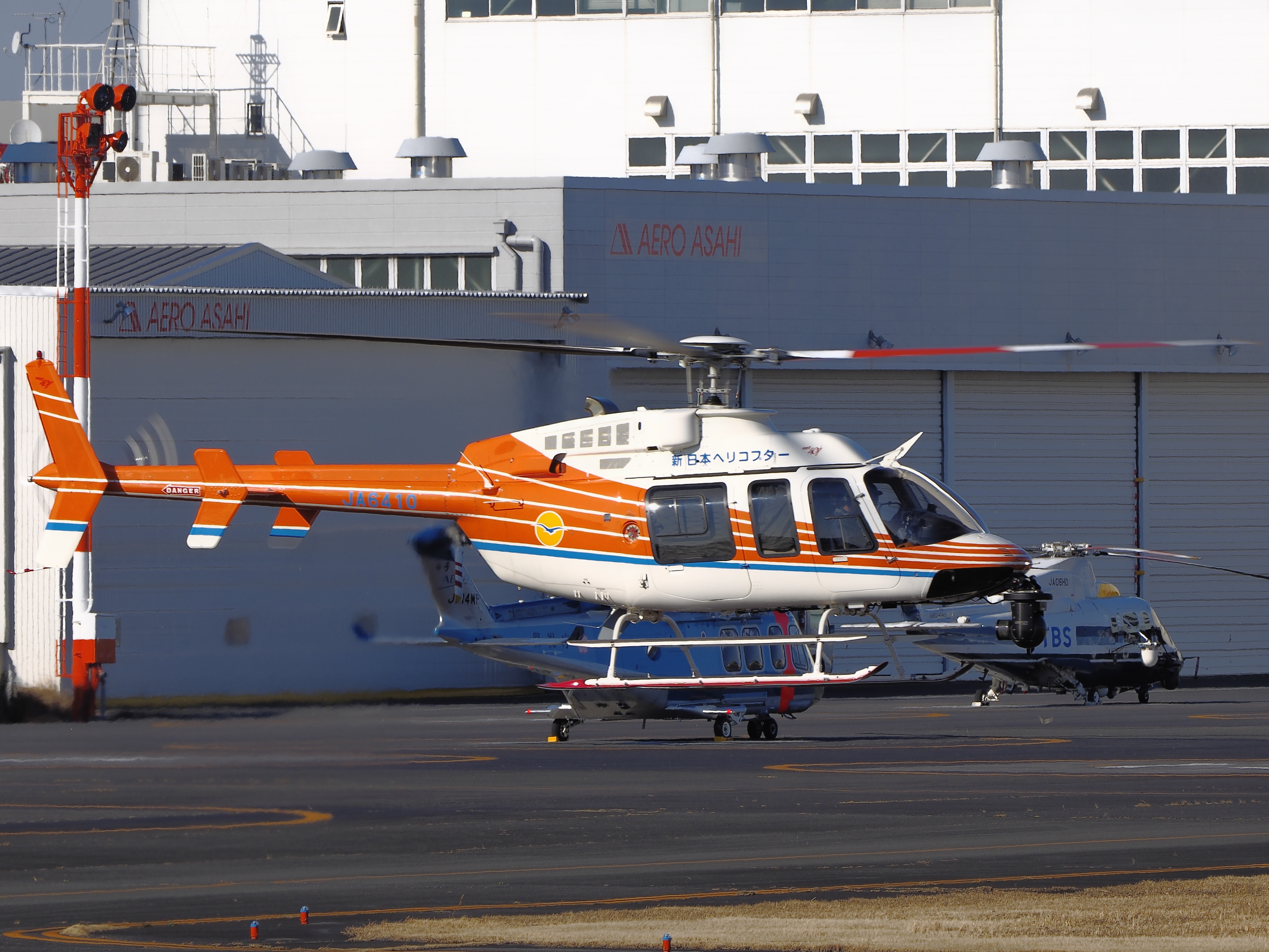
Bell 407 JA6410
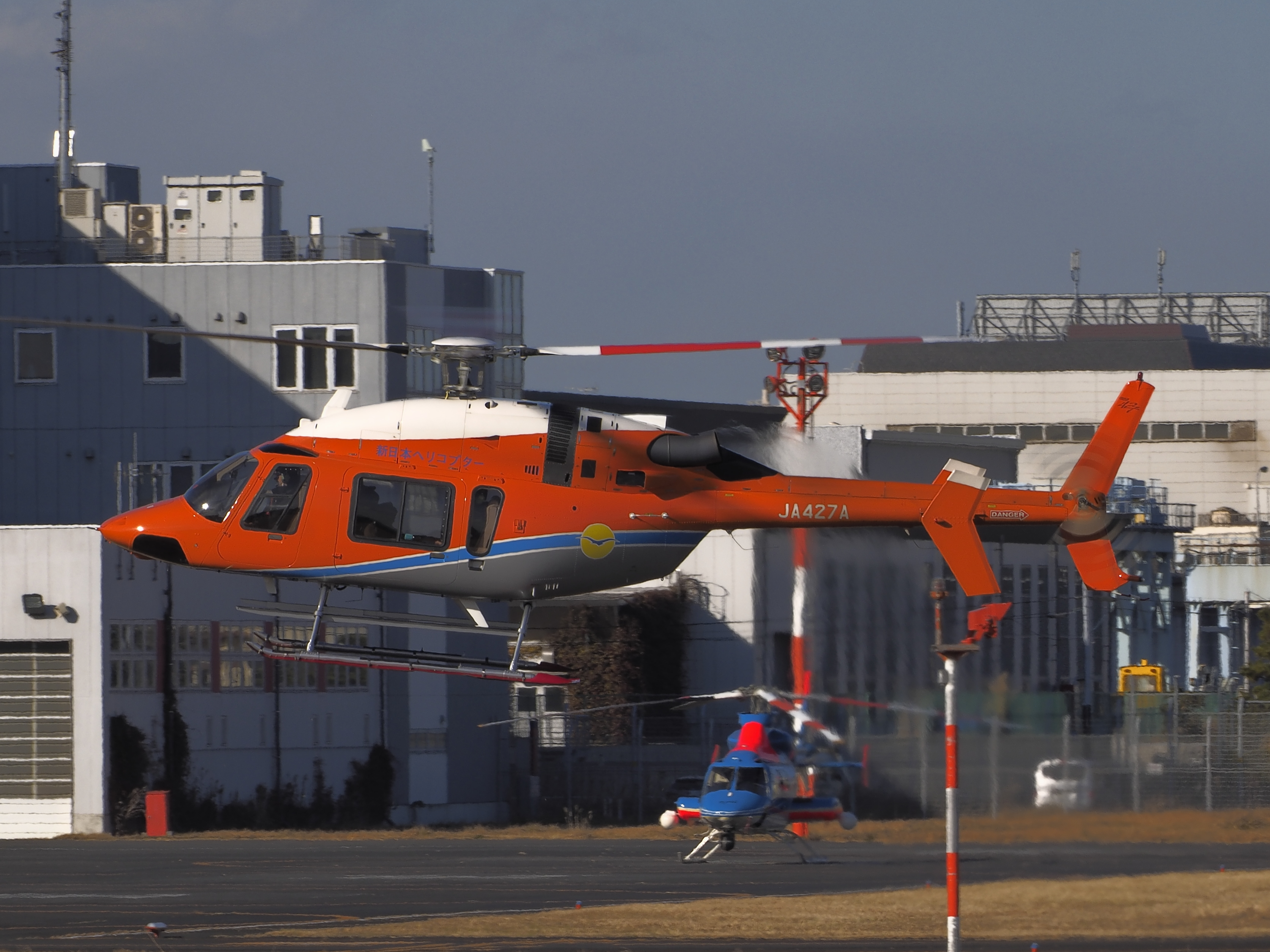
Bell 427 JA427A
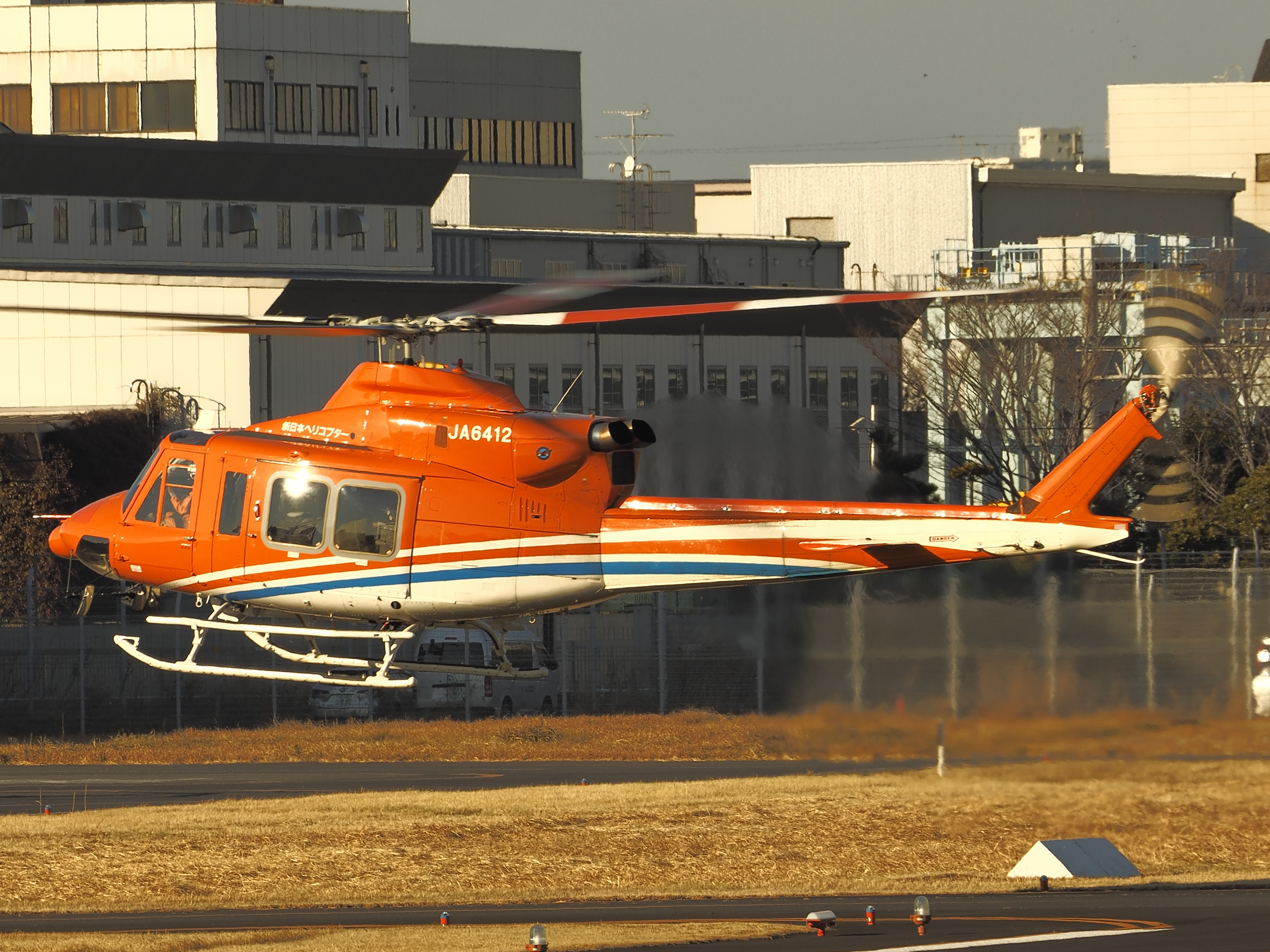
Bell 412EP JA6412

## 事業所
- 本社（東京都江東区）
- 名古屋支社（愛知県名古屋市熱田区）
- 東京基地（東京都江東区 東京ヘリポート内）
- 名古屋基地（愛知県西春日井郡豊山町 名古屋飛行場内）